# Вальдефресно
Вальдефресно (ісп. Valdefresno) — муніципалітет в Іспанії, у складі автономної спільноти Кастилія-і-Леон, у провінції Леон. Населення — 2056 осіб (2010).
Муніципалітет розташований на відстані близько 280 км на північний захід від Мадрида, 6 км на схід від Леона.
На території муніципалітету розташовані такі населені пункти: (дані про населення за 2010 рік)
- Аркауеха: 198 осіб
- Карбахоса: 25 осіб
- Корбільйос-де-ла-Собарріба: 163 особи
- Гольпехар-де-ла-Собарріба: 274 особи
- Навафрія: 44 особи
- Параділья-де-ла-Собарріба: 126 осіб
- Санфелісмо: 129 осіб
- Санта-Олаха-де-Порма: 72 особи
- Сантібаньєс-де-Порма: 112 осіб
- Сантовенія-дель-Монте: 51 особа
- Соланілья: 53 особи
- Тендаль: 57 осіб
- Вальдефресно: 88 осіб
- Вальделафуенте: 247 осіб
- Вільясете: 70 осіб
- Вільясіль: 24 особи
- Вільяфеліс-де-ла-Собарріба: 43 особи
- Вільяльбоньє: 35 осіб
- Вільясека-де-ла-Собарріба: 125 осіб
- Вільявенте: 120 осіб

## Демографія
Динаміка населення (INE ):